# Templemars
Templemars [tɑ̃pləmaʁ] est une commune française, située dans le département du Nord (59) en région Hauts-de-France. Elle fait partie de la Métropole européenne de Lille.

## Géographie

### Localisation

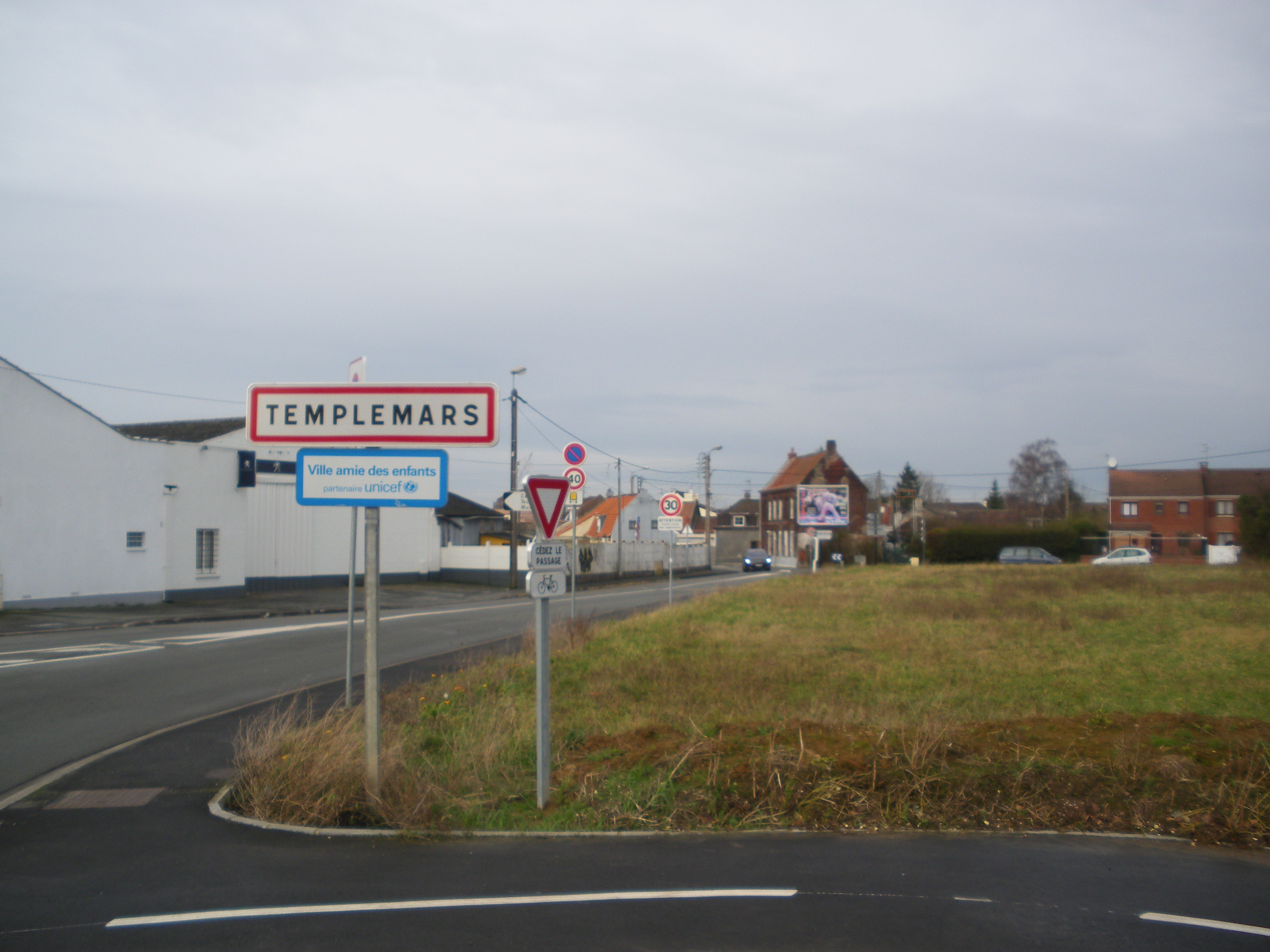
Une entrée de la commune.

La commune se situe dans le pays du Mélantois en Flandre romane à 6 km au sud de Lille.
Templemars est un village dont l'urbanisation s'étend en continu avec la commune voisine de Wattignies, il marque ainsi la limite urbanisée de Lille métropole, car il est par ailleurs entouré de terres agricoles exploitées.
Une zone industrielle (ZI) est implantée en bordure de l'autoroute A1, qui traverse la commune.

### Communes limitrophes
La commune de Templemars est entourée de cinq autres communes :
| Wattignies | Faches-Thumesnil |            |
|            | Templemars       | Vendeville |
| Seclin     |                  | Avelin     |

### Hydrographie
La commune est située dans le bassin Artois-Picardie. Elle n'est drainée par aucun cours d'eau,.

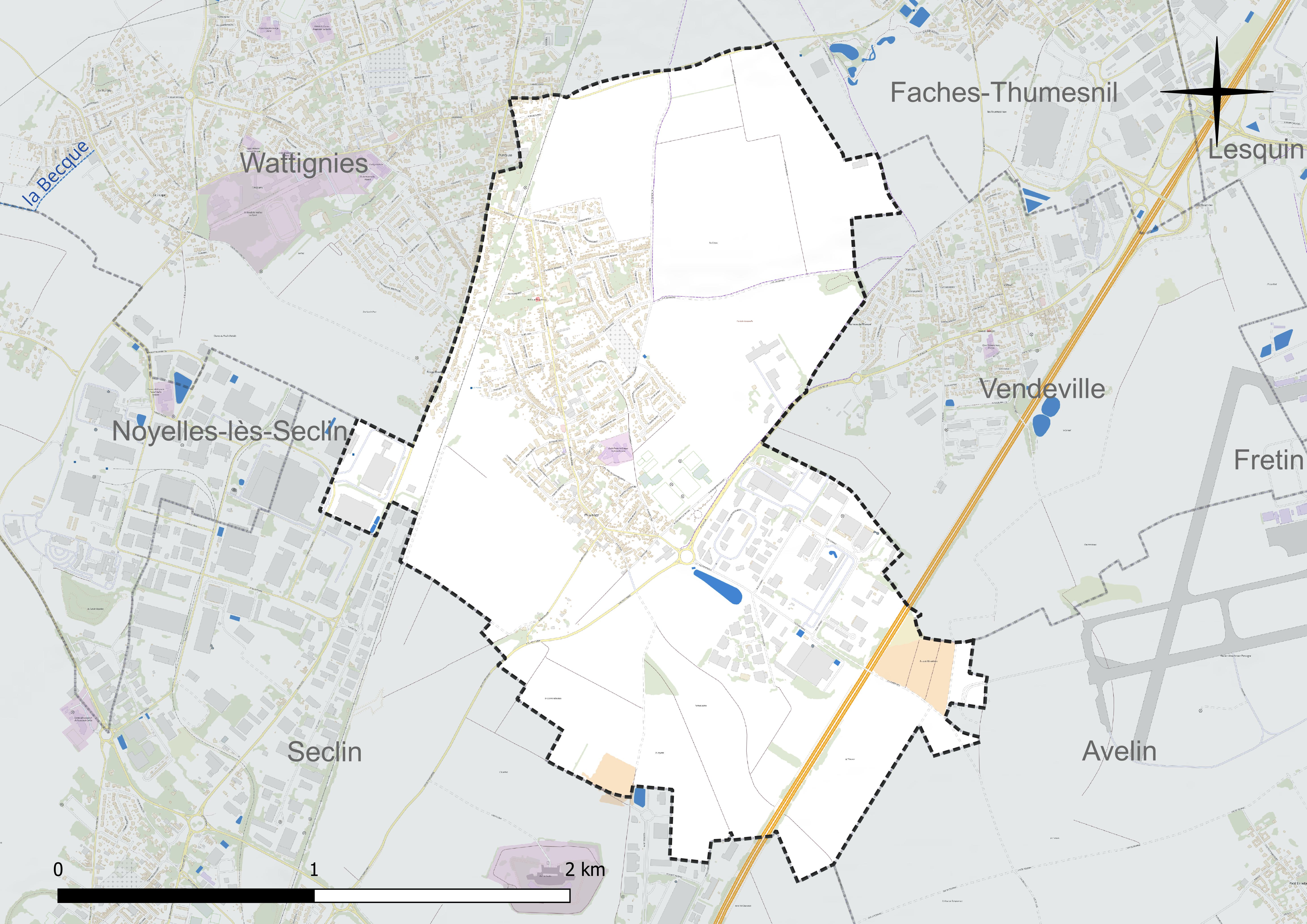
Réseau hydrographique de Templemars.

### Climat
Pour des articles plus généraux, voir Climat des Hauts-de-France et Climat du Nord.
En 2010, le climat de la commune est de type climat océanique dégradé des plaines du Centre et du Nord, selon une étude du CNRS s'appuyant sur une série de données couvrant la période 1971-2000. En 2020, Météo-France publie une typologie des climats de la France métropolitaine dans laquelle la commune est exposée à un climat océanique et est dans la région climatique Nord-est du bassin Parisien, caractérisée par un ensoleillement médiocre, une pluviométrie moyenne régulièrement répartie au cours de l'année et un hiver froid (3 °C).
Pour la période 1971-2000, la température annuelle moyenne est de 10,5 °C, avec une amplitude thermique annuelle de 14,4 °C. Le cumul annuel moyen de précipitations est de 686 mm, avec 12,2 jours de précipitations en janvier et 8,7 jours en juillet. Pour la période 1991-2020, la température moyenne annuelle observée sur la station météorologique la plus proche, située sur la commune de Lesquin à 4 km à vol d'oiseau, est de 11,3 °C et le cumul annuel moyen de précipitations est de 740,0 mm,. Pour l'avenir, les paramètres climatiques de la commune estimés pour 2050 selon différents scénarios d'émission de gaz à effet de serre sont consultables sur un site dédié publié par Météo-France en novembre 2022.
| Mois                                  | jan.             | fév.             | mars           | avril           | mai             | juin            | jui.           | août           | sep.           | oct.            | nov.            | déc.             | année      |
| ------------------------------------- | ---------------- | ---------------- | -------------- | --------------- | --------------- | --------------- | -------------- | -------------- | -------------- | --------------- | --------------- | ---------------- | ---------- |
| Température minimale moyenne (°C)     | 1,7              | 1,9              | 3,8            | 5,9             | 9,3             | 12,1            | 14,2           | 14             | 11,4           | 8,4             | 4,9             | 2,3              | 7,5        |
| Température moyenne (°C)              | 4,1              | 4,7              | 7,5            | 10,5            | 13,8            | 16,7            | 18,9           | 18,8           | 15,8           | 11,9            | 7,6             | 4,7              | 11,3       |
| Température maximale moyenne (°C)     | 6,6              | 7,5              | 11,2           | 15              | 18,4            | 21,3            | 23,7           | 23,7           | 20,2           | 15,4            | 10,3            | 7                | 15         |
| Record de froid (°C) date du record   | −19,5 14.01.1982 | −17,8 21.02.1956 | −10,5 13.03.13 | −4,7 09.04.1968 | −2,3 03.05.1967 | 0 02.06.1962    | 3,4 05.07.1964 | 3,9 31.08.1956 | 1,2 23.09.1979 | −4,4 28.10.1950 | −7,8 24.11.1998 | −17,3 29.12.1964 | −19,5 1982 |
| Record de chaleur (°C) date du record | 15,2 18.01.07    | 19 24.02.21      | 24,8 31.03.21  | 27,9 15.04.07   | 31,7 27.05.05   | 34,8 28.06.1947 | 41,5 25.07.19  | 37,1 08.08.20  | 35,1 15.09.20  | 27,8 01.10.11   | 20,3 06.11.18   | 16,1 31.12.22    | 41,5 2019  |
| Ensoleillement (h)                    | 622              | 736              | 1 273          | 1 759           | 1 957           | 2 015           | 2 097          | 1 968          | 1 553          | 1 153           | 617             | 525              | 16 274     |
| Précipitations (mm)                   | 58,2             | 50,8             | 52,1           | 45,3            | 61,6            | 63,7            | 67,8           | 71,3           | 56,8           | 64,1            | 75              | 73,3             | 740        |

## Urbanisme

### Typologie
Au 1er janvier 2024, Templemars est catégorisée grand centre urbain, selon la nouvelle grille communale de densité à sept niveaux définie par l'Insee en 2022.
Elle appartient à l'unité urbaine de Lille (partie française), une agglomération internationale regroupant 60  communes, dont elle est une commune de la banlieue,,. Par ailleurs la commune fait partie de l'aire d'attraction de Lille (partie française), dont elle est une commune du pôle principal,. Cette aire, qui regroupe 201 communes, est catégorisée dans les aires de 700 000 habitants ou plus (hors Paris),.

### Occupation des sols
L'occupation des sols de la commune, telle qu'elle ressort de la base de données européenne d'occupation biophysique des sols Corine Land Cover (CLC), est marquée par l'importance des territoires agricoles (61,3 % en 2018), en diminution par rapport à 1990 (66,7 %). La répartition détaillée en 2018 est la suivante :
terres arables (61,3 %), zones urbanisées (22,2 %), zones industrielles ou commerciales et réseaux de communication (16,6 %). L'évolution de l'occupation des sols de la commune et de ses infrastructures peut être observée sur les différentes représentations cartographiques du territoire : la carte de Cassini (XVIIIe siècle), la carte d'état-major (1820-1866) et les cartes ou photos aériennes de l'IGN pour la période actuelle (1950 à aujourd'hui).

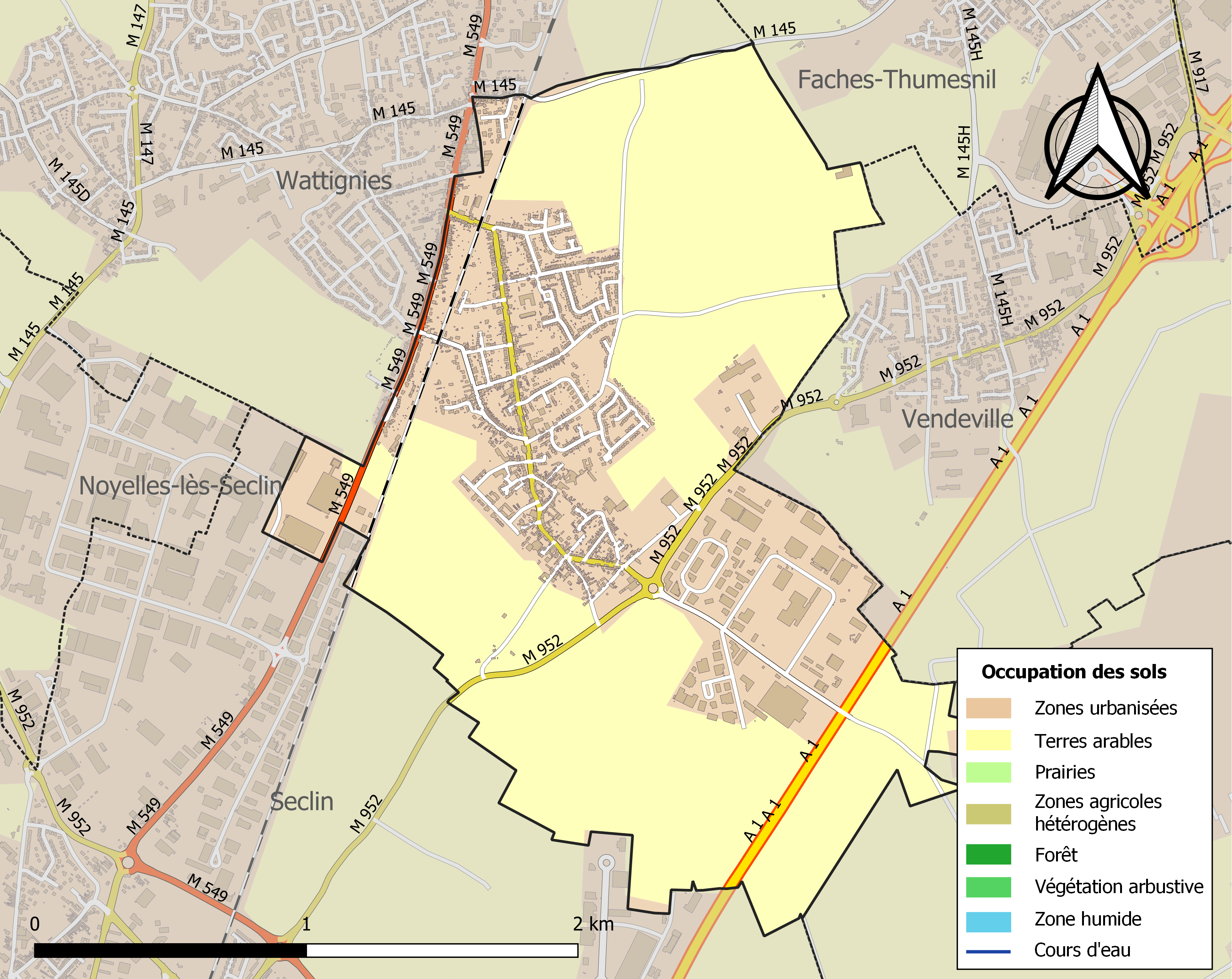
Carte des infrastructures et de l'occupation des sols de la commune en 2018 (CLC).

### Voies de communication et transports
La ligne ferroviaire Paris - Lille traverse la commune, la gare de Wattignies - Templemars, aujourd'hui halte de la Société nationale des chemins de fer français (SNCF), est desservie par des trains TER Hauts-de-France, qui notamment circulent entre les gares de Lille-Flandres et de Douai.
La commune est desservie, en 2023, par les lignes 55, 921 et par les lignes de transport à la demande 21R et 70R du réseau Ilévia. Elle est également desservie par les lignes 852, 856, 858 et 883 du réseau interurbain Arc-en-Ciel 2.

## Toponymie
Templemart (1108), Templemard (1110), Templum Martis (1175), Templemars (1190), Templemarc (1218, 1225). 
Du latin templum Martis, « le temple de Mars ».

## Histoire
Étymologiquement, le toponyme Templemars viendrait du latin Templum Martis (Temple de Mars), faisant remonter les origines du village à l'époque de la Gaule romaine. Cela en ferait l'un des plus anciens de la région.
De fait, Templemars figure sur des cartes très anciennes. 
Depuis les années 2000, les fouilles archéologiques confortent les découvertes épisodiques antérieures, et révèlent des occupations celtique puis gallo-romaine liées à la structure géophysique du Mélantois, dont fait partie Templemars. Ce bombement crayeux culminant à 55 m. d'altitude constituait une citadelle naturelle entourée et protégée par 2 rivières, la Deûle à l'ouest et la Marque à l'est, complétées par les marais et les bras de rivières. Ces découvertes peuvent suggérer l'existence d'une très grande ville celte inconnue et détruite par Jules César vers 52 avant notre ère, justifiant l'édification d'un temple dédié au dieu de la guerre des Romains, Mars, pour célébrer cette victoire. D'où l'appellation Templemars.
En 1090, le village devint terre d'empire avec franchise et droit d'asile. À partir du XIIIe siècle et jusqu'à la Révolution, la terre de Templemars a appartenu aux seigneurs barons de Cysoing.
Au XVIIe siècle, une partie de ses terres appartenait à la seigneurie des Kessel, propriétaires du nouveau château construit en 1640 à Wattignies.
Templemars se trouvait le long de l'ancienne route de Paris à Lille et, au XVIIe siècle, sa grande auberge recevait les diligences la nuit précédant leur arrivée à Lille (située à une lieue, soit 4,8 km) compte tenu de la fermeture des portes de Lille à la tombée de la nuit.
Les bâtiments existent toujours, derrière la rue principale, près de l'ancienne brasserie "Rossignol".
En mai 1673, cette auberge accueillit le capitaine d'Artagnan et ses compagnons, mousquetaires du roi Louis XIV, en route pour Maastricht. C'est là que d'Artagnan passa sa dernière nuit en France car il devait mourir lors du siège de Maastricht qui dura du 13 au 23 juin lors de la guerre de Hollande, donnant la victoire aux français, et où il fut tué d'une balle de mousquet reçue à la gorge.
En 1708, lors du siège de Lille durant la guerre de Succession d'Espagne, Templemars se trouvait sur le flanc gauche des troupes britanniques dirigées par le 1er duc de Malborough qui faisaient face aux troupes françaises venues du sud pour tenter la levée du siège.
Cette position est attestée par une carte allemande célébrant la victoire des forces alliées britanno-prusso-autrichiennes (prince Eugène) sur les français. On y voit la présence des tranchées faisant le lien entre les eaux de la Deule à l'ouest et les eaux des rivières à l'est.

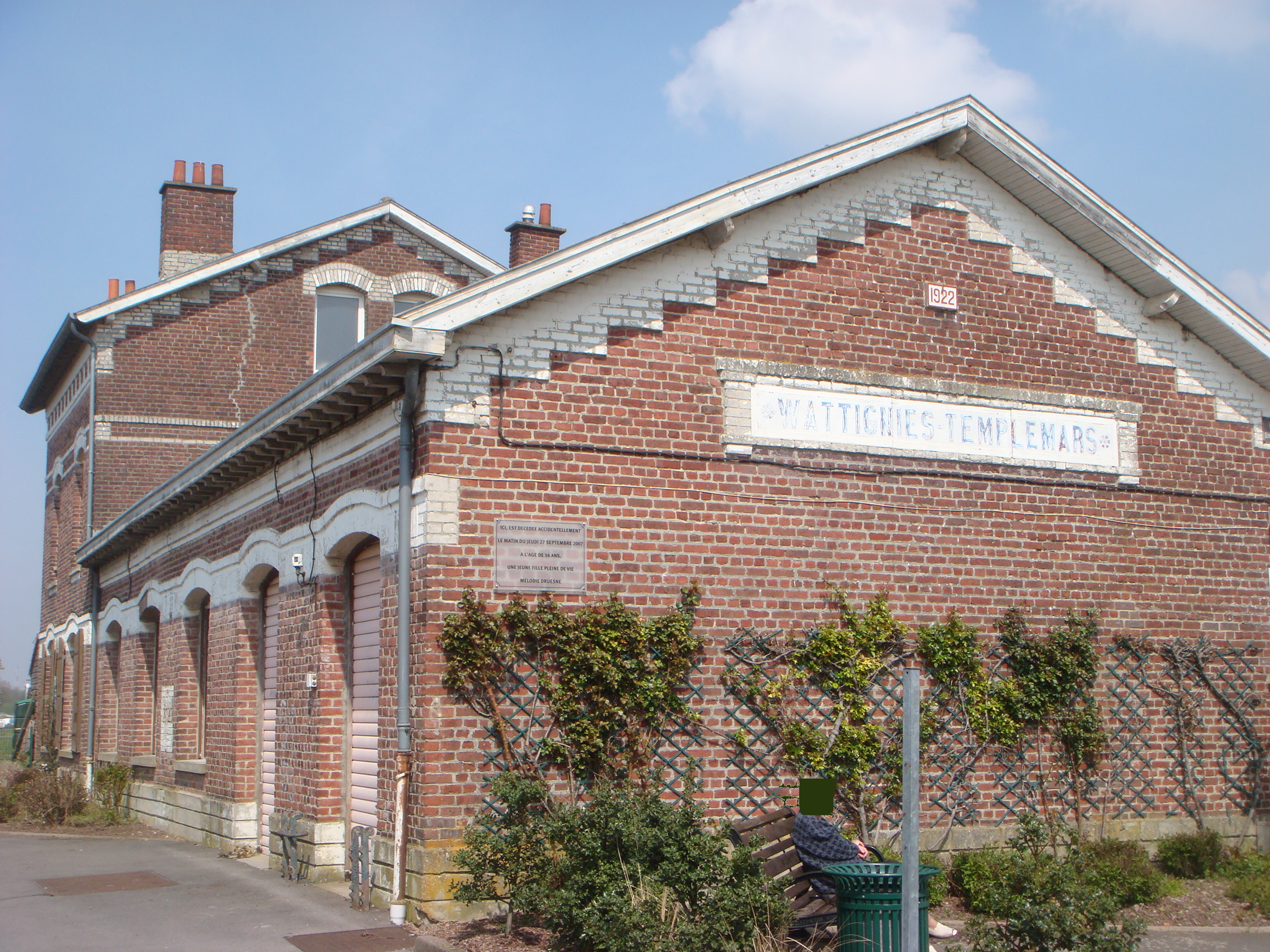
La gare.

La section de la ligne Paris - Lille, passant sur la commune, est mise en service par la compagnie des chemins de fer du Nord en 1846. Il faut attendre 1877 pour qu'une demande de halte voyageurs soit acceptée par la compagnie. Elle chiffre la participation des communes intéressées, à la somme importante pour l'époque de dix mille francs, la répartition calculée par importance donne : Wattignies 5 000 fr, Templemars 4 000 fr et Vendeville 1 000 fr. Interpellé, le département attribue à chacune des communes 1 000 fr de subvention. La gare de Wattignies - Templemars est ouverte le 3 novembre 1879 près du « passage à niveau de l'Amiteuse ».
La ville est le siège de la société Castorama, grande entreprise française de bricolage.

## Politique et administration

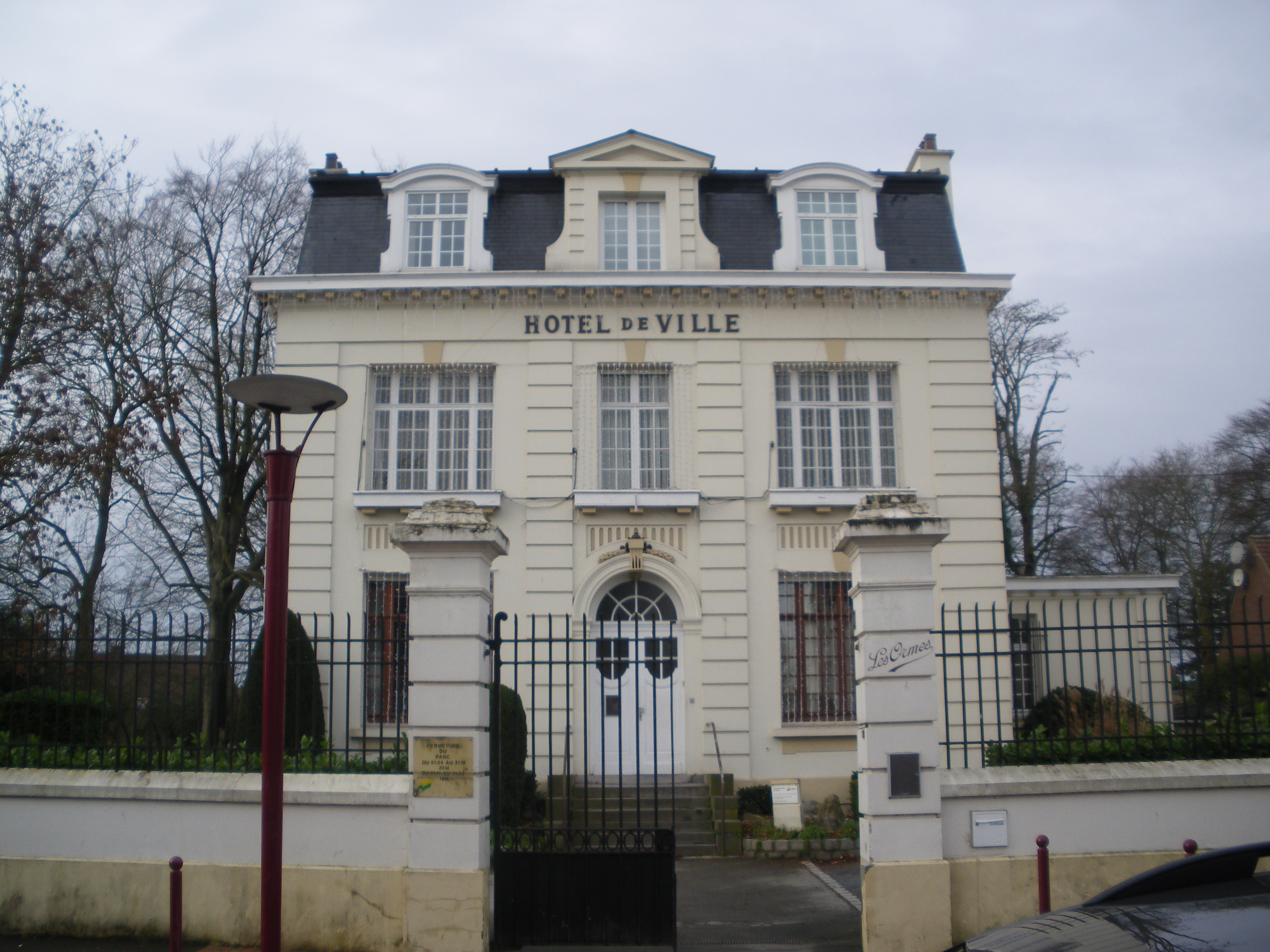
L'hôtel de ville.

### Rattachements administratifs et électoraux
Rattachements administratifs
La commune se trouve dans l'arrondissement de Lille du département du Nord.
Elle faisait partie de 1801 à 1991 du canton de Seclin, année où celui-ci est scindé et Templemars rattachée au canton de Seclin-Nord. Dans le cadre du redécoupage cantonal de 2014 en France, cette circonscription administrative territoriale a disparu, et le canton n'est plus qu'une circonscription électorale.
Rattachements électoraux
Pour les élections départementales, la commune fait partie depuis 2014 du canton de Faches-Thumesnil.
Pour l'élection des députés, elle fait partie de la cinquième circonscription du Nord.

### Intercommunalité
Templemars est membre de la Métropole européenne de Lille, un établissement public de coopération intercommunale (EPCI) à fiscalité propre créé en 2015 par transformation de la communauté urbaine qui portait le nom de communauté urbaine de Lille (CUDL) puis de Lille Métropole Communauté urbaine (LMCU) instituée en 1967.

### Liste des maires
Maire de 1802 à 1807 : P. Rose,
Maire en 1881 : Gossart.
| Période                                  | Période                     | Identité               | Étiquette | Qualité |
| ---------------------------------------- | --------------------------- | ---------------------- | --------- | --- |
| Les données manquantes sont à compléter. |                             |                        |           | |
| 1815                                     | 1815                        | César Auguste Rose     |           | Cultivateur. Brasseur. Licencié en droit.                                                                                       |
| Les données manquantes sont à compléter. |                             |                        |           | |
| 1947                                     | 1952                        | René Vasseur           |           | |
| 1952                                     | mars 1971                   | Henri Desbonnet        |           | |
| mars 1971                                | mars 1989                   | Raymond Fleury         | RPR       | |
| mars 1989                                | décembre 2007               | Noël Dejonghe          | PS        | Professeur Conseiller général de Seclin-Nord (1998 → 2007) Suppléant du député Bernard Davoine (1993 → 1997) Décédé en fonction |
| mars 2008                                | mai 2020                    | Frédéric Baillot       | PS        | Responsable des nouveaux secteurs de formation de l'ESJ de Lille                                                                |
| mai 2020,                                | En cours (au 29 avril 2022) | Pierre-Henri Desmettre | DVC       | Cadre retraité |

## Population et société

### Démographie

#### Évolution démographique
L'évolution du nombre d'habitants est connue à travers les recensements de la population effectués dans la commune depuis 1793. Pour les communes de moins de 10 000 habitants, une enquête de recensement portant sur toute la population est réalisée tous les cinq ans, les populations de référence des années intermédiaires étant quant à elles estimées par interpolation ou extrapolation. Pour la commune, le premier recensement exhaustif entrant dans le cadre du nouveau dispositif a été réalisé en 2005.

En 2022, la commune comptait 3 630 habitants, en évolution de +8,16 % par rapport à 2016 (Nord : +0,51 %, France hors Mayotte : +2,11 %).
| 1793 | 1800 | 1806 | 1821 | 1831 | 1836 | 1841 | 1846 | 1851 |
| ---- | ---- | ---- | ---- | ---- | ---- | ---- | ---- | ---- |
| 568  | 579  | 618  | 682  | 773  | 811  | 836  | 920  | 886  |

| 1856 | 1861 | 1866 | 1872 | 1876 | 1881 | 1886  | 1891  | 1896  |
| ---- | ---- | ---- | ---- | ---- | ---- | ----- | ----- | ----- |
| 909  | 866  | 927  | 932  | 972  | 982  | 1 044 | 1 061 | 1 102 |

| 1901  | 1906  | 1911  | 1921  | 1926  | 1931  | 1936  | 1946  | 1954  |
| ----- | ----- | ----- | ----- | ----- | ----- | ----- | ----- | ----- |
| 1 190 | 1 246 | 1 305 | 1 336 | 1 588 | 1 785 | 1 828 | 1 901 | 2 034 |

| 1962  | 1968  | 1975  | 1982  | 1990  | 1999  | 2005  | 2006  | 2010  |
| ----- | ----- | ----- | ----- | ----- | ----- | ----- | ----- | ----- |
| 2 335 | 2 619 | 2 693 | 3 052 | 3 359 | 3 435 | 3 386 | 3 342 | 3 158 |

| 2015  | 2020  | 2022  | - | - | - | - | - | - |
| ----- | ----- | ----- | - | - | - | - | - | - |
| 3 318 | 3 528 | 3 630 | - | - | - | - | - | - |

#### Pyramide des âges
La population de la commune est relativement jeune.
En 2018, le taux de personnes d'un âge inférieur à 30 ans s'élève à 33,7 %, soit en dessous de la moyenne départementale (39,5 %). À l'inverse, le taux de personnes d'âge supérieur à 60 ans est de 26,8 % la même année, alors qu'il est de 22,5 % au niveau départemental.
En 2018, la commune comptait 1 623 hommes pour 1 778 femmes, soit un taux de 52,28 % de femmes, légèrement supérieur au taux départemental (51,77 %).
Les pyramides des âges de la commune et du département s'établissent comme suit.
| Hommes | Classe d’âge | Femmes |
| ------ | ------------ | ------ |
| 0,4    | 90 ou +      | 0,9    |
| 5,8    | 75-89 ans    | 9,1    |
| 17,7   | 60-74 ans    | 19,4   |
| 19,6   | 45-59 ans    | 19,7   |
| 20,5   | 30-44 ans    | 19,3   |
| 17,6   | 15-29 ans    | 16,4   |
| 18,3   | 0-14 ans     | 15,2   |

| Hommes | Classe d’âge | Femmes |
| ------ | ------------ | ------ |
| 0,5    | 90 ou +      | 1,4    |
| 5,3    | 75-89 ans    | 8,1    |
| 14,8   | 60-74 ans    | 16,2   |
| 19,1   | 45-59 ans    | 18,4   |
| 19,5   | 30-44 ans    | 18,7   |
| 20,7   | 15-29 ans    | 19,1   |
| 20,2   | 0-14 ans     | 18     |

### Enseignement
- École primaire Louis Pasteur
- École maternelle Françoise Dolto

### Culture
- TEMPO - Association de musiciens
- "Tous en Scène!" - Troupe de théâtre
- Les Templemarsiens  - Ateliers théâtre et ateliers courts-métrages

### Sports
- Football Club Templemars Vendeville
- EP Templemars Vendeville (Ping-pong)

### Manifestations culturelles et festivités
- Salon du polar de la Métropole lilloise - Salon du roman policier ayant lieu chaque année le dernier samedi de septembre depuis 2008[réf. nécessaire].

## Culture locale et patrimoine

### Lieux et monuments
- L'église Saint-Martin.
- Ancienne auberge du XVIIe siècle, placée près de la vieille route de Paris à Lille.
- Ancien édifice des Bénédictines.
- Chapelle Notre-Dame-des-Champs.
- Le siège social de l'enseigne Castorama.

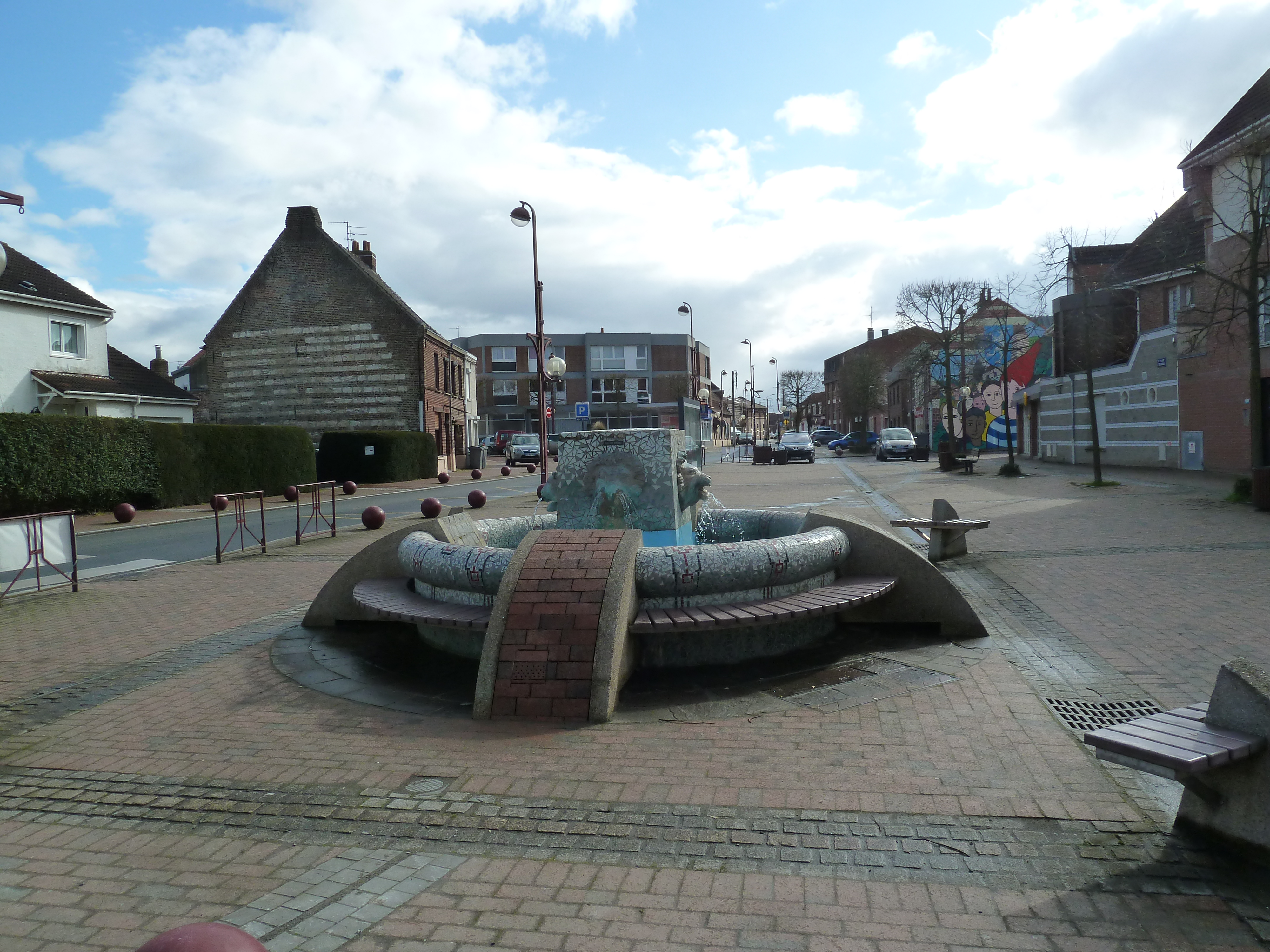
Place Gustave Delecroix.
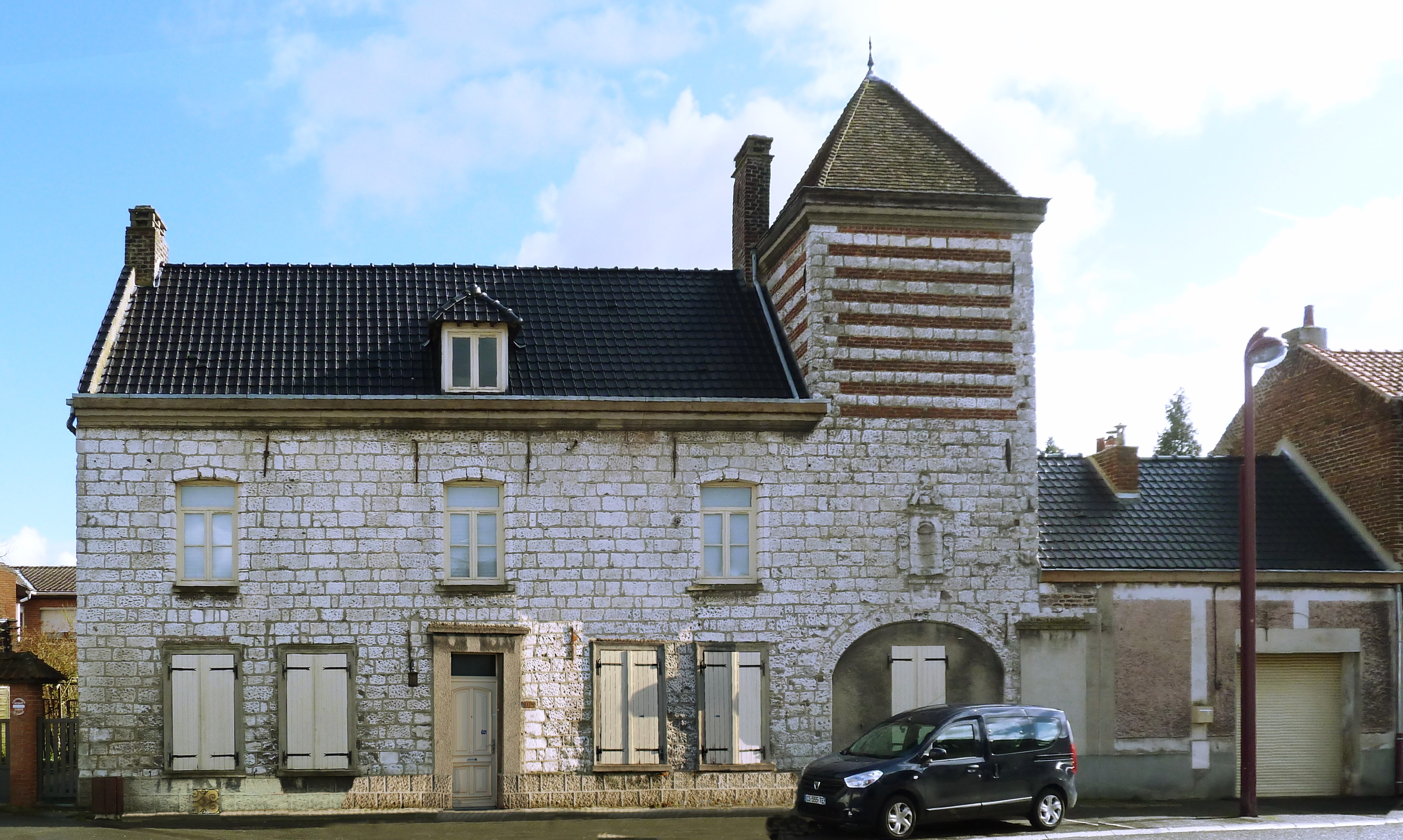
L'ancien couvent des sœurs-bénédictines.
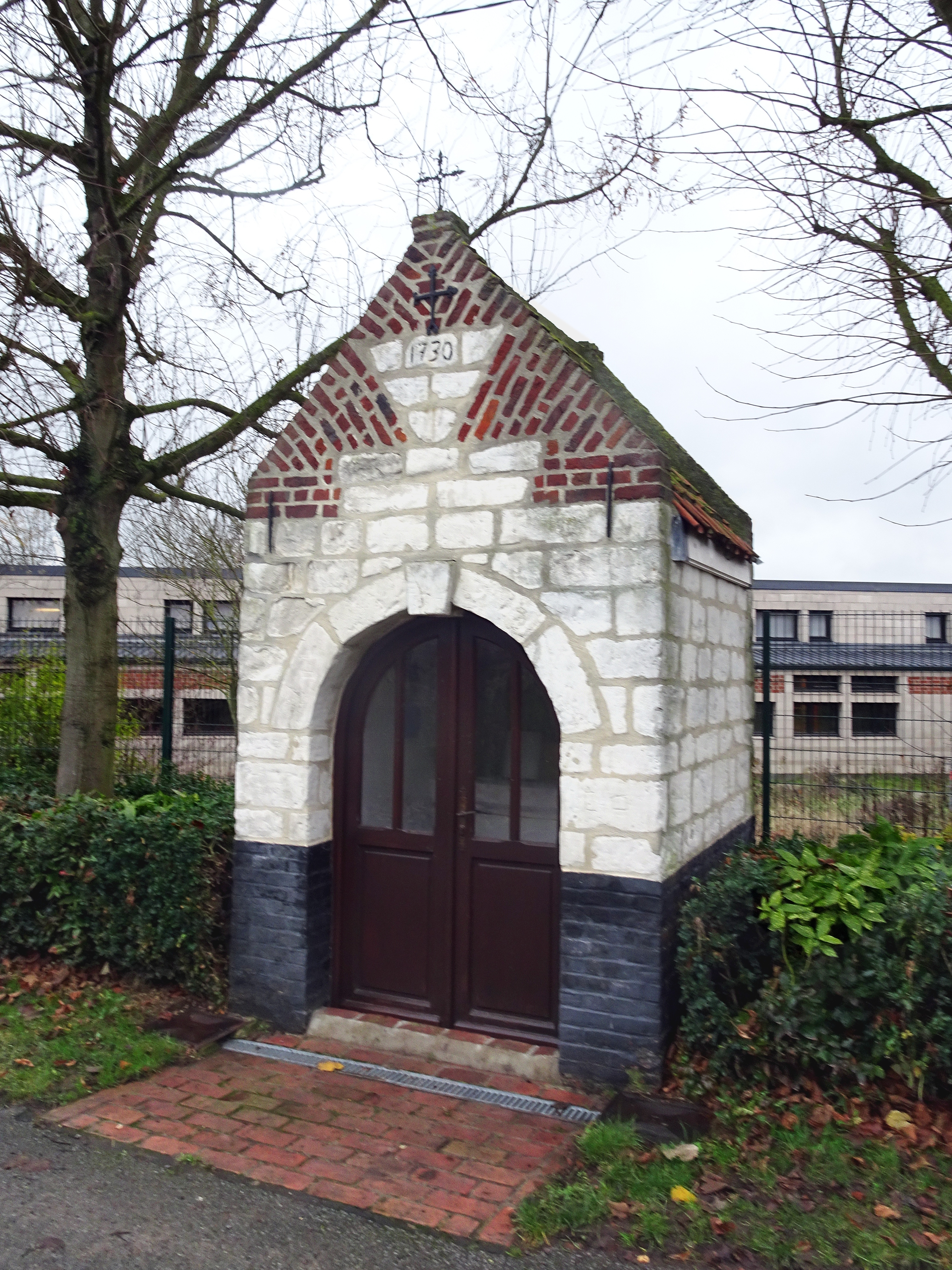
Chapelle Notre-Dame-des-Champs.
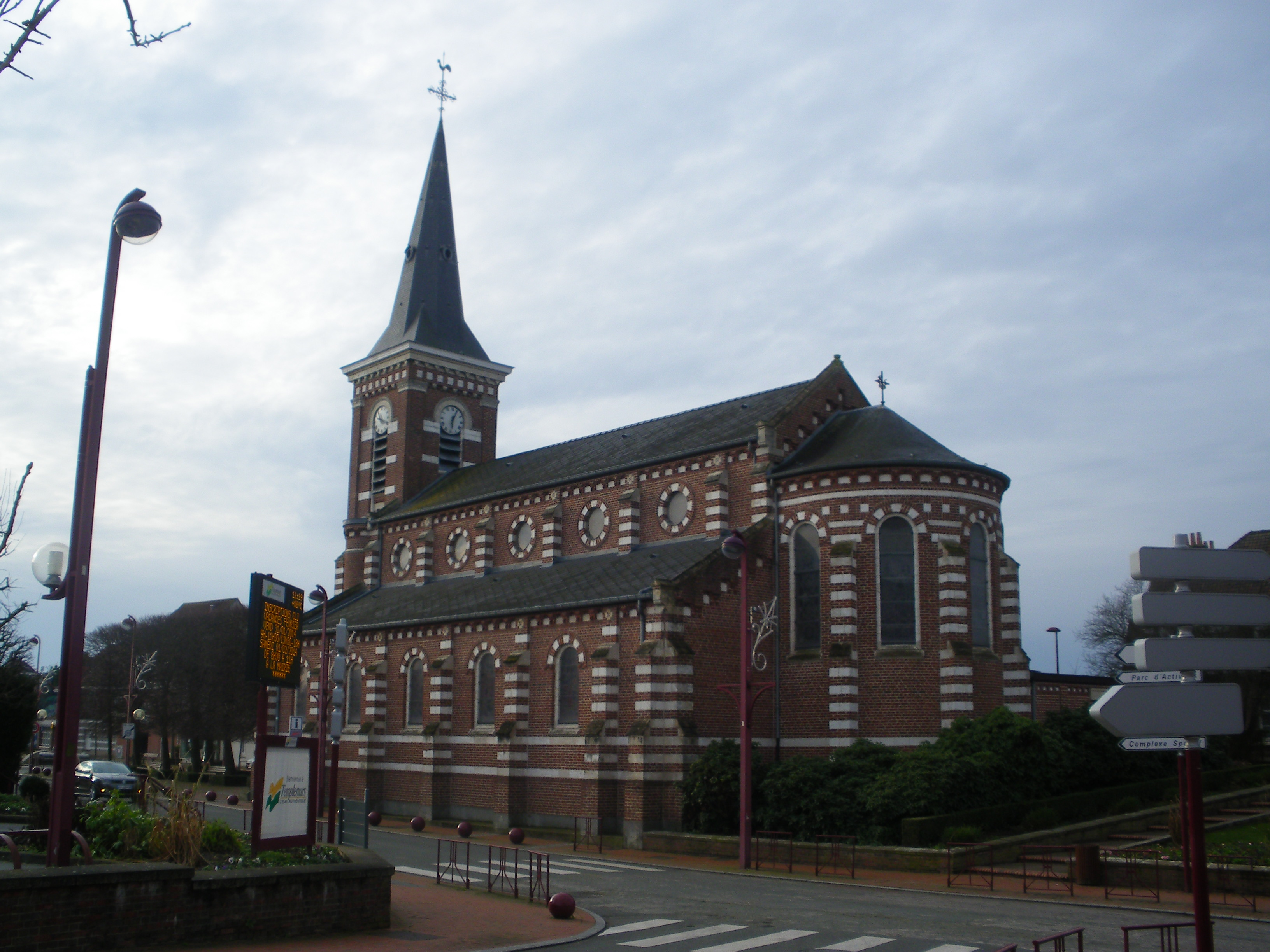
Chevet de l'église Saint-Martin.
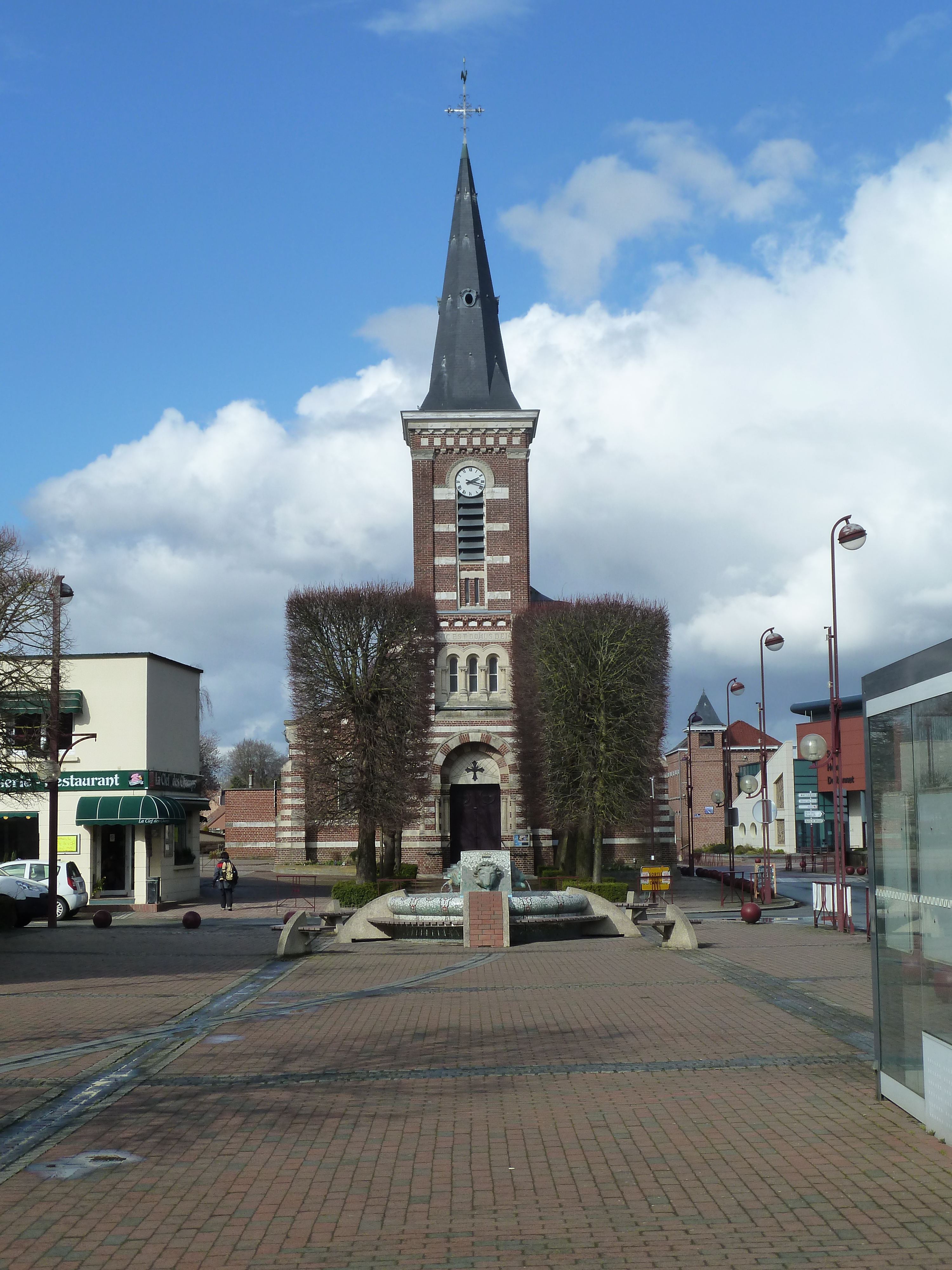
Parvis de l'église Saint-Martin.
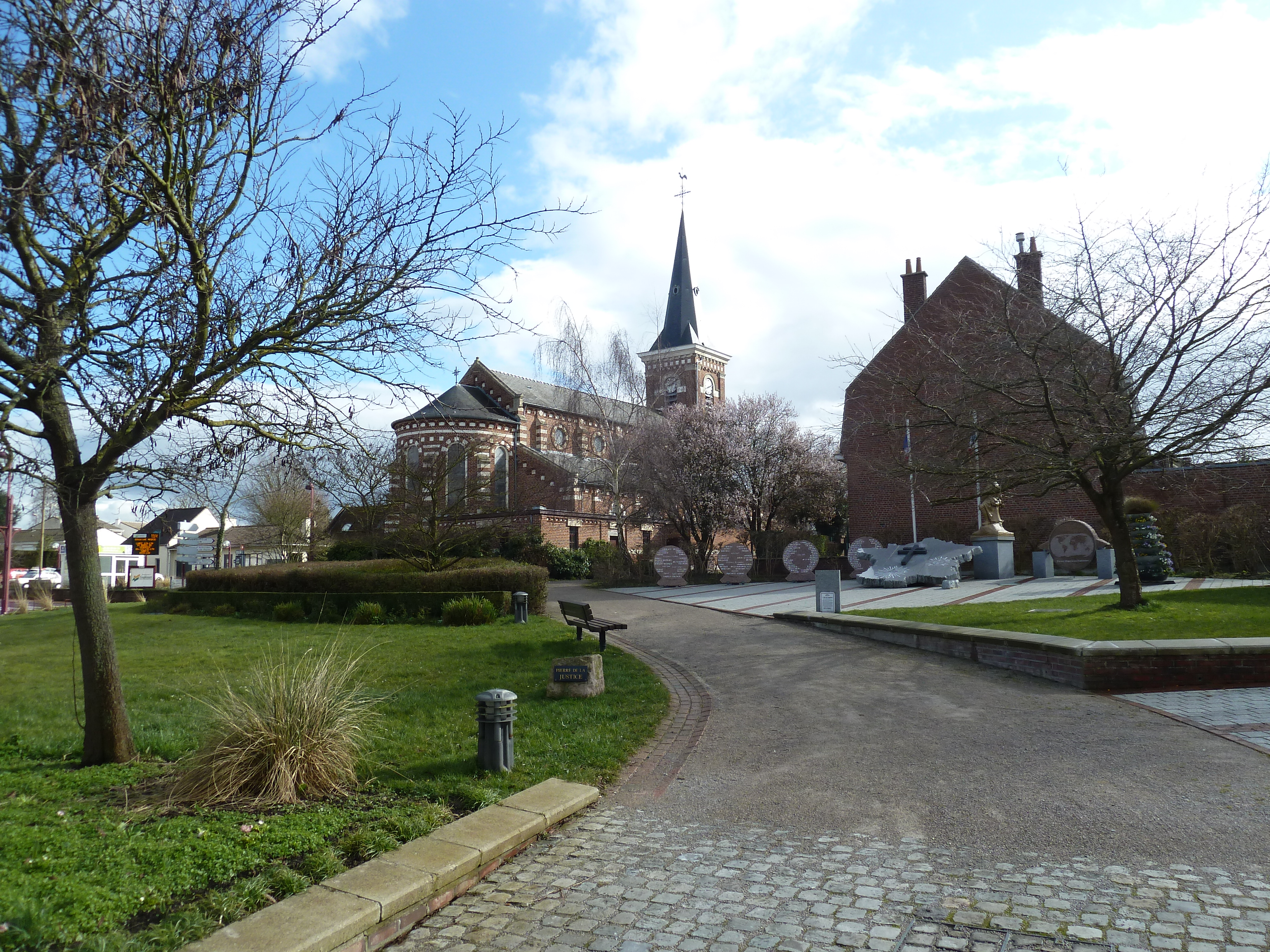
Pierre de la Justice et le monument aux morts.

### Personnalités liées à la commune
En juin 2025, le stade communal a été renommé en hommage à la footballeuse internationale Amandine Henry. Il porte désormais le nom de « Stade Amandine Henry ».

### Héraldique
| Armes de Templemars (Nord) | Les armes de Templemars se blasonnent ainsi : D'azur semé de billettes d'argent, au lion du même, armé et lampassé de gueules, brochant sur le tout. |

## Pour approfondir